# Wijken en buurten in Utrechtse Heuvelrug
De Nederlandse gemeente Utrechtse Heuvelrug is voor statistische doeleinden onderverdeeld in wijken en buurten. De gemeente is verdeeld in de volgende statistische wijken:
- Wijk 00 Doorn (CBS-wijkcode:158100)
- Wijk 01 Driebergen-Rijsenburg (CBS-wijkcode:158101)
- Wijk 02 Leersum (CBS-wijkcode:158102)
- Wijk 03 Amerongen (CBS-wijkcode:158103)
- Wijk 04 Maarn (CBS-wijkcode:158104)

Een statistische wijk kan bestaan uit meerdere buurten. Onderstaande tabel geeft de buurtindeling met kentallen volgens het Centraal Bureau voor de Statistiek (2008):
| CBS-buurtcode | Buurtnaam                                          | Inwonertal | Opp. totaal (ha) | Opp. land (ha) | Ligging                |
| ------------- | -------------------------------------------------- | ---------- | ---------------- | -------------- | ---------------------- |
| BU15810000    | Doorn-Centrum                                      | 3470       | 111              | 111            | Locatie in de gemeente |
| BU15810001    | Oudeweg                                            | 820        | 131              | 131            | Locatie in de gemeente |
| BU15810002    | Doorn-West                                         | 1770       | 196              | 196            | Locatie in de gemeente |
| BU15810003    | Doorn-Zuid                                         | 1260       | 137              | 137            | Locatie in de gemeente |
| BU15810004    | De Wijngaard                                       | 1930       | 40               | 40             | Locatie in de gemeente |
| BU15810007    | Verspreide huizen op de Heuvelrug-Oost             | 80         | 451              | 451            | Locatie in de gemeente |
| BU15810008    | Verspreide huizen op de Heuvelrug-West             | 480        | 531              | 530            | Locatie in de gemeente |
| BU15810009    | Verspreide huizen in het Lage Land                 | 250        | 628              | 628            | Locatie in de gemeente |
| BU15810101    | Landelijk Gebied noordzijde                        | 40         | 697              | 696            | Locatie in de gemeente |
| BU15810102    | Landelijk Gebied zuidzijde                         | 290        | 1041             | 1033           | Locatie in de gemeente |
| BU15810103    | Driebergen-Noord                                   | 2120       | 211              | 211            | Locatie in de gemeente |
| BU15810104    | Drift-Sportlaan en Bornia                          | 320        | 104              | 104            | Locatie in de gemeente |
| BU15810105    | Loolaankwartier en Beukenstein                     | 1680       | 70               | 70             | Locatie in de gemeente |
| BU15810106    | Kom Driebergen en Seminarie                        | 3220       | 96               | 96             | Locatie in de gemeente |
| BU15810107    | Hoenderdaal en Emmalaan                            | 2880       | 78               | 78             | Locatie in de gemeente |
| BU15810108    | Wildbaan-Dennenburg                                | 4670       | 125              | 125            | Locatie in de gemeente |
| BU15810109    | Welgelegen-Rosarium                                | 3050       | 95               | 95             | Locatie in de gemeente |
| BU15810110    | De Horst en De Akker                               | 230        | 128              | 128            | Locatie in de gemeente |
| BU15810200    | Leersum                                            | 6400       | 387              | 387            | Locatie in de gemeente |
| BU15810201    | Breedeveen                                         | 80         | 52               | 52             | Locatie in de gemeente |
| BU15810207    | Verspreide huizen in het Lage Gebied Darthuizen    | 320        | 682              | 680            | Locatie in de gemeente |
| BU15810208    | Verspreide huizen op de Heuvelrug                  | 560        | 1460             | 1433           | Locatie in de gemeente |
| BU15810209    | Verspreide huizen in de Geldersche Vallei Overberg | 220        | 441              | 440            | Locatie in de gemeente |
| BU15810300    | Amerongen                                          | 5170       | 132              | 129            | Locatie in de gemeente |
| BU15810302    | Verspreide huizen Overberg en De Haar              | 1360       | 906              | 901            | Locatie in de gemeente |
| BU15810308    | Verspreide huizen Heuvelrug                        | 70         | 827              | 826            | Locatie in de gemeente |
| BU15810309    | Verspreide huizen Lekdijk                          | 270        | 1120             | 997            | Locatie in de gemeente |
| BU15810400    | Maarn waaronder Klein Amsterdam                    | 4290       | 265              | 265            | Locatie in de gemeente |
| BU15810402    | Maarsbergen                                        | 830        | 98               | 98             | Locatie in de gemeente |
| BU15810403    | Valkenheide                                        | 210        | 77               | 77             | Locatie in de gemeente |
| BU15810408    | Verspreide huizen op de Heuvelrug                  | 450        | 1653             | 1637           | Locatie in de gemeente |
| BU15810409    | Verspreide huizen in de Geldersche Vallei          | 200        | 441              | 438            | Locatie in de gemeente |